# Saunalampi (sjö, lat 65,92, long 28,63)
Saunalampi är en sjö i Finland. Den ligger i kommunen Kuusamo i landskapet Norra Österbotten, i den nordöstra delen av landet, 700 km norr om huvudstaden Helsingfors. Saunalampi ligger 265,5 meter över havet. Den är 3,6 meter djup. Arean är 53,4 hektar och strandlinjen är 4,55 kilometer lång. Sjön  ingår i Ijo älvs huvudavrinningsområde. 